# Schimmelende populierenbladgalmug
De schimmelende populierenbladgalmug (Lasioptera populnea) is een muggensoort uit de familie van de galmuggen (Cecidomyiidae). De wetenschappelijke naam van de soort is voor het eerst geldig gepubliceerd in 1883 door Wachtl.